# Апоногетон волнистый
Апоногето́н волни́стый (лат. Aponogeton undulatus) — растение рода Апоногетон, единственного рода одноимённого семейства Апоногетоновые.

## Описание
В природе распространён в Индии. Листья светло-зелёные, вытянутые, с продольными жилками, по краям волнистые. Пятна на листьях образуют шахматный рисунок. Растение может достигать в высоту 70 см.

## Культивирование
При культивировании в аквариуме волнистый апоногетон неприхотлив, предпочитает температуру 22—28 °C и слабокислую мягкую воду (pH ниже 7,0, жёсткость менее четырёх немецких градусов). Он может расти также в слабощелочной воде с жёсткостью более 8°, однако при этом его рост сильно замедляется и он не достигает больших размеров. Растение очень светолюбиво, плохо переносит длительное затенение и нуждается в ярком освещении. Необходим питательный грунт с небольшим количеством ила — при большом количестве ила в грунте у волнистого апоногетона могут загнивать корни. Оптимальным грунтом является крупный песок или мелкая галька. При использовании грунта с крупными частицами возможно недостаточное развитие корневой системы. Корневая система довольно развитая, поэтому необходим слой грунта толщиной не менее 5 сантиметров. 

В условиях аквариума апоногетон волнистый размножается стрелками. На вершине растущей в сторону поверхности воды стрелки образуется небольшой клубень, из которого растут листья нового растения. На этом этапе молодое растение может быть отделено и пересажено в грунт. Если этого не сделать, дочернее растение остаётся плавать на поверхности воды и после отмирания стрелки и увеличения клубня опускается на грунт и там укореняется.